# Narcisse Yaméogo
Narcisse Yaméogo (Ouagadougou, 19 de novembro de 1980) é um ex-futebolista profissional burquinense que atuava como meia-atacante.

## Carreira
Narcisse Yaméogo representou o elenco da Seleção Burquinense de Futebol no Campeonato Africano das Nações de 2012.